# Codex Regius (Nouveau Testament)
- Papyrus
- Onciale
- Minuscules
- Lectionnaire

Le Codex Regius (Gregory-Aland no. Le ou 019; von Soden ε 56) est un manuscrit de vélin en écriture grecque onciale. Le codex se compose de 257 folios (23,5 × 17 cm).

## Description
Ce manuscrit contient les quatre Évangiles, avec de nombreuses lacunes (Matt 4,22-5,14 ; 28,17-20 ; Marc 10,16-30 ; 15,2-20 ; Jean 21,15-25). Il contient aussi des canons de concordances. 
C'est un témoin du texte alexandrin. Kurt Aland le classe en Catégorie II. 
Le manuscrit ne contient pas de Pericope Adulterae (Jean 7,53-8,11).
Les paléographes datent ce manuscrit du VIIIe siècle. 
Le manuscrit a été examiné par Constantin von Tischendorf et Henri Omont.
Il est conservé à la Bibliothèque nationale de France (Gr. 62), à Paris,. 

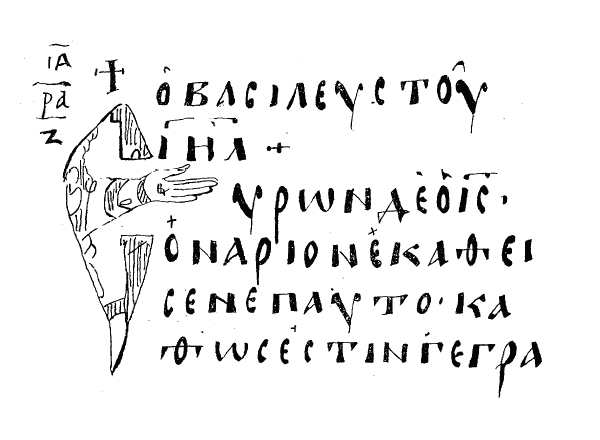
Jean 12:13-14 (facsimile)